# 子供アニメ大会
『子供アニメ大会』（こどもアニメたいかい）は、朝日放送（ABCテレビ）で学校の長期休暇中（春休み・夏休み・冬休み）に放送されていた、特設型のテレビアニメ再放送枠である。当初のタイトルは『子供映画大会』（こどもえいがたいかい）だった。2011年より『こどもアニメ大会』というタイトルで放送。翌2012年夏季を最後に放送されていない。

## 概要
それまで平日午前に放送していた2時間ドラマ再放送（『モーニングシアター』）を期間限定でアニメ作品の再放送に充てた。
放送されたのは主にテレビ朝日や朝日放送が製作するアニメ番組であり、『クレヨンしんちゃん』や『プリキュアシリーズ』（日曜 8:30 - 9:00に放送されているアニメ番組）等を再放送する（特に『クレヨンしんちゃん』はどの時期でも大体放送され、3・4年前に本放送されたものを再放送することが多かった。また、その年のアニメ・特撮ドラマ（『仮面ライダーシリーズ』や『スーパー戦隊シリーズ』を含む）再放送やアニメ・特撮ドラマの劇場版上映に関した単発特番が放送されることがある（『映画 たまごっち』等、他の作品の特番の場合もある）。1970年代後期 - 1990年代は後述する他系列（腸捻転時代に朝日放送で放送したTBS系アニメを含む）の番組も番組購入の形で再放送した他、腸捻転時代に毎日放送で放送されたNET（現：テレビ朝日）系アニメを再放送することもあった。
最初の番組の開始前には、この放送枠の開始を示す静止画が表示される。1997年12月に発生したポケモンショック以降表示されている視聴上の注意喚起については、翌1998年よりしばらくこの枠開始の静止画の表示直後にブルーバックで表示されていた。その後しばらくして作品毎の表示となっている（同一作品が2話以上放送される場合でも毎回表示される）。スポンサーが付く場合、提供クレジットはブルーバックで表示される。
毎年夏休みにはこの番組の放送に合わせて「ABC夏休みスペシャル」と題したイベントが行われており、『仮面ライダーシリーズ』や日曜 8:30 - 9:00のアニメ枠のキャラクターショーが大阪府内や和歌山マリーナシティ内にオープンしたABCアドベンチャーホールでそれぞれ開催されており（後者は2005年度から）、番組内でも告知を行った（本編中に挿入されるロールテロップやスポットCM）。
放送時間はドラマ再放送の放送時間枠をそのまま使用してきた。2006年4月改編で再放送するドラマを2時間ドラマから1時間ドラマに変更した事に伴い、放送時間縮小を行った。これを機に放送期間・放送時間の縮小が断続的に行われ、少ない時には『クレヨンしんちゃん』のみを数日のみ放送したこともあった。2011年から春季の設定は無くなり、2012年8月が最後の放送となっている。翌2013年は夏季の高校野球が雨天順延時の場合のみの枠設定となり（この年は順延されなかった為に放送は無かった。）、2014年夏季からは高校野球雨天順延時には『人生の楽園』の再放送および『ワイド!スクランブル・第1部』の臨時フルネット（2017年10月より通常時も第1部はフルネット）が設定された為に事実上の終了となっている。終了から2ヵ月後に実質上の後継枠として深夜アニメを放送並びに過去の深夜アニメを再放送する『水曜アニメ〈水もん〉』を新設した。

## 放送スケジュールについて
- 夏季には『高校野球中継』の予選（大阪大会）や全国大会の全試合の中継が行われる為、試合の開催日は休止となる。
  - ただし試合が雨天中止となった場合には通常通り放送されるが、1990年代中頃までは早く終了した場合[1]に備えて16:00 - 18:00、更には予め3試合以下で開始時間が遅めである場合（雨天中止時も同じ）には7:45 - 8:30[2]当番組で放送される作品を放送していたことがあった。
- 冬季には年末年始の特別編成で休止となることが多い。
- 2005年（平成17年）は7月20日より世界水泳選手権の中継を同時ネットで放送していた為に7月25日から開始し、8月1日までは10:30 - 11:30の短縮放送となった。
- 2006年（平成18年）は3月28日までは放送されなかった。4月3日からは『スーパーモーニング』を8:00 - 9:55にフルネットし、10:53より通販番組を開始した為に9:55 - 10:53の放送となった。
- 2008年（平成20年）の春季からは『ドラえもん（第2期）』の再放送を開始した。この時期の放送時のみ、以前テレビ朝日のローカルアニメ枠『アニメDEおめざめ』で放送されたものがそのまま放送された（主題歌がカットされ、番組冒頭に「アニメDEおめざめ」のロゴが表示された。）。
- 2009年（平成21年）の春季は3月26日から開始し、3月31日までの放送で4月は放送されなかった。
- 最も放送枠が長かった時期の放送時間は9:30 - 11:28であった（この時期は当放送枠の有無に関わらず『スーパーモーニング』は飛び降りていた。）。

## 放送された作品
特記しないものは、全てテレビ朝日系列で放送された作品。
- スーパーヒーロータイムの各作品（同年度のもの）
- 日曜 8:30 - 9:00に放送されているアニメ番組（原則同年度のものであるが、2000年代前半までは過去の作品を再放送したこともあった。）
  - まじかる☆タルるートくん
  - GS美神
  - 夢のクレヨン王国
  - おジャ魔女どれみシリーズ
  - 明日のナージャ
  - プリキュアシリーズ
- あさりちゃん
- エスパー魔美
- おらぁグズラだど（テレビ東京系列で放送されたリメイク版。本放送はテレビ大阪）
- かいけつゾロリ（2004年夏季。後にサンテレビ・KBS京都でも放送）
- 怪談レストラン（2010年7月26日 - 29日、8月18日 - 21日、12月25日、27日、2011年8月22日 - 26日、2012年8月14日。2010年夏季は劇場版公開に合わせての再放送。）
- 怪物くん
- カリメロ（第1作。本放送時前半は腸捻転時代の為、毎日放送で放映。）
- キューティーハニーF（2003年ほか）
- きんぎょ注意報!
- The・かぼちゃワイン
- 地獄先生ぬ〜べ〜（2004年春季他。後にサンテレビでも放送）
- Dr.スランプ アラレちゃん（本放送は関西テレビ。フジテレビ系列の番組だが、オープニング最後の「製作：フジテレビ」の部分はそのまま放送。後にサンテレビ、テレビ大阪でも放送）
- ど根性ガエル（1972年版）（朝日放送の制作であるが本放送時は腸捻転解消前であった為、TBS系列で放送された。）
- ドラえもん（1979年） （1999年スペシャル「未来を守れ!のび太VSアリ軍団」の再放送のみ）
- ドラえもん（2005年）
- クレヨンしんちゃん
- 南国少年パプワくん
- 忍者ハットリくん（アニメ版）
- ハーイあっこです（朝日放送の自社制作作品）
- パーマン（第2作）
- 平成イヌ物語バウ
- 平成天才バカボン（フジテレビ系列番組の為、本放送は関西テレビ）
- 魔法使いサリー（第2作）[3]
- ヤッターマン（第1作）（フジテレビ系列番組のため、本放送は関西テレビ）

### 映画・OVA
- 映画 プリキュアオールスターズDX2 希望の光☆レインボージュエルを守れ!（2011年12月27日、地上波初放送[4]）
- おジャ魔女どれみナ・イ・ショ（本枠では2005年3月25日 - 4月9日。オリジナルアニメ、地上波初放送。後にサンテレビでも放送）

## 子供映画大会時代
過去に上映されたアニメと特撮映画を中心に取り上げ、主に1950 - 70年代（昭和30 - 40年代）の国内外の名作を放送していた。